# La Ferté-Saint-Samson
La Ferté-Saint-Samson är en kommun i departementet Seine-Maritime i regionen Normandie i norra Frankrike. Kommunen ligger i kantonen Forges-les-Eaux som tillhör arrondissementet Dieppe. År 2022 hade La Ferté-Saint-Samson 446 invånare.

## Befolkningsutveckling
Antalet invånare i kommunen La Ferté-Saint-Samson
| Referens: INSEE |